# Бачівськ
Ба́чівськ — село в Україні, у Есманьській селищній громаді Шосткинського району Сумської області. Населення становить 387 осіб. До 2020 орган місцевого самоврядування — Бачівська сільська рада.

## Географія
У селі бере початок річка Журавка, яка впадає у Локню. Вище за течією на відстані 4 км розташоване село Кругла Поляна (Брянська область), нижче за течією на відстані 2.5 розташоване село Мала Слобідка, на протилежному березі — село Товстодубове.
Село розташоване на автодорозі М02 за 36 км від міста Глухова, за 4 км далі в напрямку державного кордону розташовано однойменний Міжнародний автомобільний пункт пропуску «Бачівськ» Глухівської митниці.

## Історія
Село відоме з кінця XV століття. З квітня 1918 — у складі Української Держави Гетьмана Павла Скоропадського. З 1921 тут панує стабільний окупаційний режим комуністів, якому чинили опір місцеві мешканці. З 1938 у складі Сумської області.
12 червня 2020 року, відповідно до розпорядження Кабінету Міністрів України № 723-р «Про визначення адміністративних центрів та затвердження територій територіальних громад Сумської області», село увійшло до складу Есманьської селищної громади.
19 липня 2020 року, в результаті адміністративно-територіальної реформи та ліквідації Глухівського району, село увійшло до складу новоутвореного Шосткинського району.

### Російсько-українська війна (з 2014)
24 лютого 2022 року у селі зник солдат Бурлуцький Юрій Володимирович.
Близько 22:00 27 квітня 2022 року з боку російського села Троєбортне Севського району Брянської області російська армія провокаційно обстріляла з мінометів територію Есманьської громади. За півгодини відбулося понад півсотні «прильотів» по селу Бачівськ. Втрати уточнюються.
17 грудня 2023 року російські окупанти обстріляли село. Зафіксовано два приходи, ймовірно міномет 120 мм.
Наприкінці березня 2024 року на рівні Уряду прийнято рішення про примусову евакуацію дітей з міста Середина-Буди, а також із сіл Студенка і Бачівська Есманьської громади в зв'язку з масованими російськими обстрілами.
24 травня 2024 року по селу з боку російського агресора зафіксовано 2 обстріли: 7 вибухів, ймовірно міномет 120 мм; 1 вибух, ймовірно ФПВ-дрон.
30 червня 2024 року оперативне командування «Північ» повідомило про чергові обстріли села. Зафіксовано 1 вибух, ймовірно ФПВ-дрон; 2 обстріли: 7 вибухів, ймовірно міномет 120 мм. Пошкоджено приватний будинок.
14 липня 2024 року село обстріляли російські агресори. Зафіксовано 2 вибухи, ймовірно міномет 120 мм.  
28 липня 2024 року село знову обстріляли російські агресори. Зафіксовано 2 обстріли: 5 вибухів, ймовірно міномет 120 мм. 
29 липня 2024 року населений пункт вчергове обстріляли російські війська. Зафіксовано 2 вибухи, ймовірно ствольна артилерія 152 мм. 
5 серпня 2024 року війська російського агресора обстріляли село. Зафіксовано 3 обстріли: 20 вибухів, ймовірно міномет 120 мм.     
10 серпня 2024 року село знову зазнало ворожих російських атак. Як повідомили в оперативному командуванні «Північ» зафіксовано 2 обстріли: 13 вибухів, ймовірно міномет 120 мм.     
17 серпня 2024 року оперативне командування «Північ» повідомило про обстріли Сумської області. Серед постраждалих населених пунктів село Бачівськ – 2 вибухи, ймовірно міномет 120 мм.       
22 серпня 2024 року від обстрілів російської артилерії постраждали населені пункти Бачівськ, Рудак, Нововасилівка, Чернацьке, Порозок, Славгород, Карповичі, Грабовське та Покровка. Про це повідомили повідомили в Генштабі ЗСУ у зведенні о 16.00.  
26 серпня 2024 року російські загарбники продовжували обстрілювати прикордонні території Сумської області. Зокрема в селі було зафіксовано 1 вибух, ймовірно КАБ; 4 вибухи, ймовірно міномет 120 мм; 3 обстріли: 3 вибухи, ймовірно ФПВ-дрон.      
27 серпня 2024 року за інформацією Генштабу ЗСУ ворог завдавав авіаударів по районах населених пунктів Есмань, Ворожба, Вільна Слобода, Атинське, Горіле, Безсалівка, Глухів, Михайлівське, Угроїди, Шалигине, Ямпіль, Яструбине, Іскриківщина, Білопілля, Бачівськ, Будівельне Сумської області.  Оперативне командування «Північ» інформує про обстріли села. Зафіксовано 2 обстріли: 17 вибухів, ймовірно міномет 120 мм; 1 вибух, ймовірно ФПВ-дрон.    
29 серпня 2024 року зафіксовано 7 вибухів, ймовірно міномет 120 мм, 7 вибухів, ймовірно ФПВ-дрон, 9 вибухів з танка.        
30 серпня 2024 року зафіксовано два вибухи КАБ.        

## Населення

### Мова
Розподіл населення за рідною мовою за даними перепису 2001 року:
| Мова       | Кількість | Відсоток |
| ---------- | --------- | -------- |
| українська | 378       | 97.67%   |
| російська  | 9         | 2.33%    |
| Усього     | 387       | 100%     |

## Пам'ятки
У Товстодубове і Бачівськ і на схід від с.Товстодубове виявлені залишки двох староруських городищ (ІХ-ХІІІ ст.).

## Економіка
- Молочно-товарна ферма.
- Міжнародний автомобільний пункт пропуску «Бачівськ» Глухівської митниці.

## Соціальна сфера
- Школа І-ІІ ст.

## Відомі люди
У с. Бачівськ народився доктор географічних наук І. І. Мамаєв.
Трибунський Олексій Євстахійович (нар. 1900 — † 1958) — Герой Радянського Союзу.